# Cryptoblepharus novohebridicus
Espèce
Synonymes
- Cryptoblepharus boutonii novohebredicus Mertens, 1928

Cryptoblepharus novohebridicus est une espèce de sauriens de la famille des Scincidae.

## Répartition
Cette espèce est endémique du Vanuatu.

## Étymologie
Cette espèce est nommée en référence au lieu de sa découverte : les Nouvelles-Hébrides.

## Publication originale
- Mertens, 1928 : Neue Inselrassen von Cryptoblepharus boutonii (Desjardin). Zoologischer Anzeiger, vol. 78, p. 82-89.